# 联盟TMA-16M
联盟TMA-16M（俄语：Союз ТМА-16М）是俄罗斯联盟TMA系列飞船之一。飞船搭载远征43任务三名宇航员于2015年3月27日在哈萨克斯坦拜科努尔航天发射场发射升空，飞赴国际空间站。其中俄罗斯宇航员米哈伊尔·科尔尼延科和美国宇航员斯科特·凯利会在国际空间站上度过约一年的时间，以便更好地了解太空生活对人体的长期影响。

## 任务队员
| 岗位        | 发射乘组人员                              | 返回乘组人员                             |
| ----------- | ----------------------------------------- | ---------------------------------------- |
| 指令长      | 根纳季·帕达尔卡, RSA 远征43 第5次飞行     | 根纳季·帕达尔卡, RSA 远征43 第5次飞行    |
| 飞行工程师1 | 米哈伊尔·科尔尼延科, RSA 远征43 第2次飞行 | 安德烈亚斯‧摩根森, ESA Iriss 第1次飞行   |
| 飞行工程师2 | 斯科特·凯利, NASA 远征43 第4次飞行        | 艾登·艾姆别托夫, KazCosmos N/A 第1次飞行 |

### 后备队员
| 岗位        | 乘组人员               | 乘组人员               |
| ----------- | ---------------------- | ---------------------- |
| 指令长      | 阿列克谢·奥夫奇宁, RSA | 阿列克谢·奥夫奇宁, RSA |
| 飞行工程师1 | 谢尔盖·沃尔科夫, RSA   | 谢尔盖·沃尔科夫, RSA   |
| 飞行工程师2 | 杰弗里·威廉姆斯, NASA  | 杰弗里·威廉姆斯, NASA  |

## 任务亮点
本次任务的俄罗斯宇航员米哈伊尔·科尔尼延科和美国宇航员斯科特·凯利会在国际空间站上度过约一年的时间，以便更好地了解太空生活对人体的长期影响。
2015年8月28日，宇航员将联盟TMA-16M飞船从探索号实验舱对接口移动到星辰号服务舱，以便与即将到来的联盟TMA-18M对接。

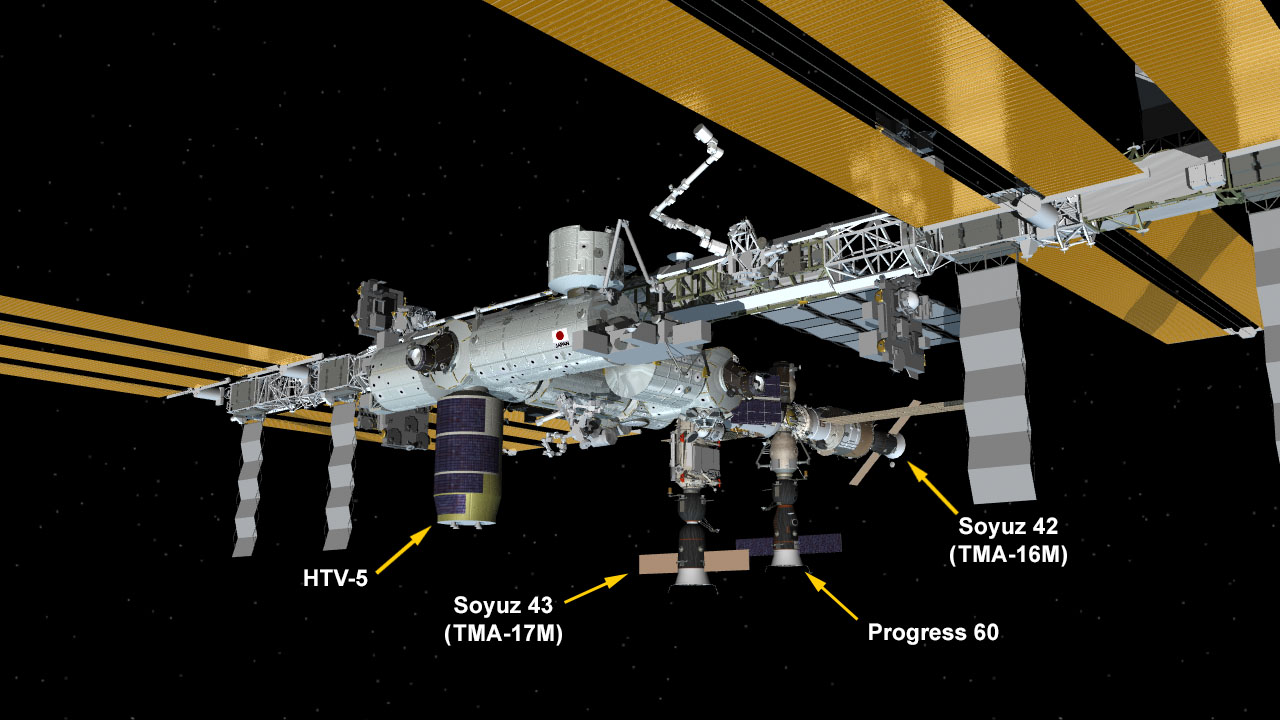
移动后的飞船位置

英国女歌手莎拉·布萊曼原定于9月1日乘坐俄联盟TMA-18M飞船前往太空，在太空演唱歌曲，然后再乘坐联盟TMA-16M飞船返回。然而由于家事缠身，她推迟了该计划。
9月12日，帕达尔卡、哈萨克斯坦宇航员阿伊姆别托夫和欧空局宇航员摩根森乘坐联盟TMA-16M飞船返回地面。57岁的帕达尔卡由此创下了879天的累计太空停留时间新纪录。原纪录由俄宇航员克里卡列夫于10年前创造，为803天。

## 图集

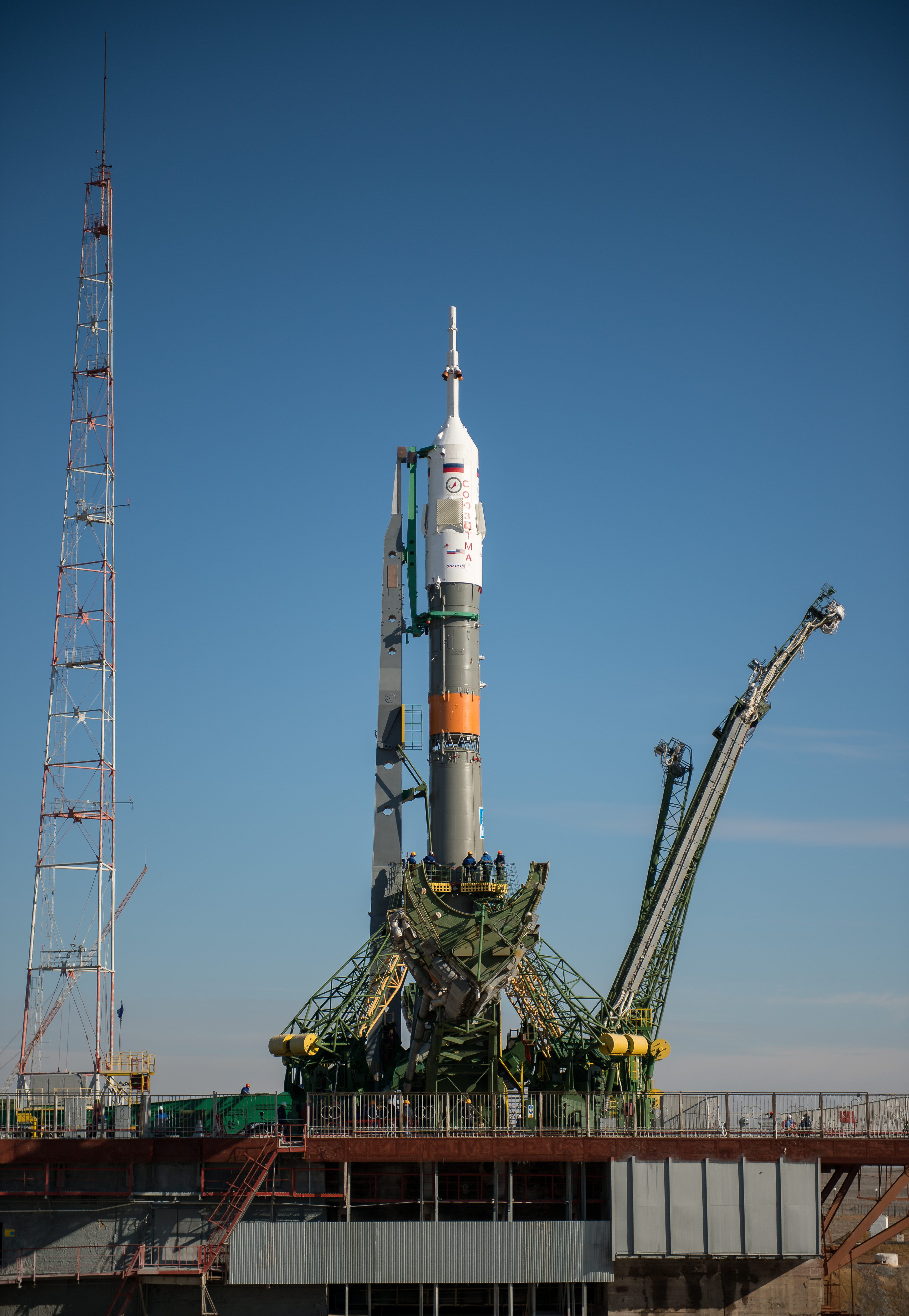
待发射的火箭
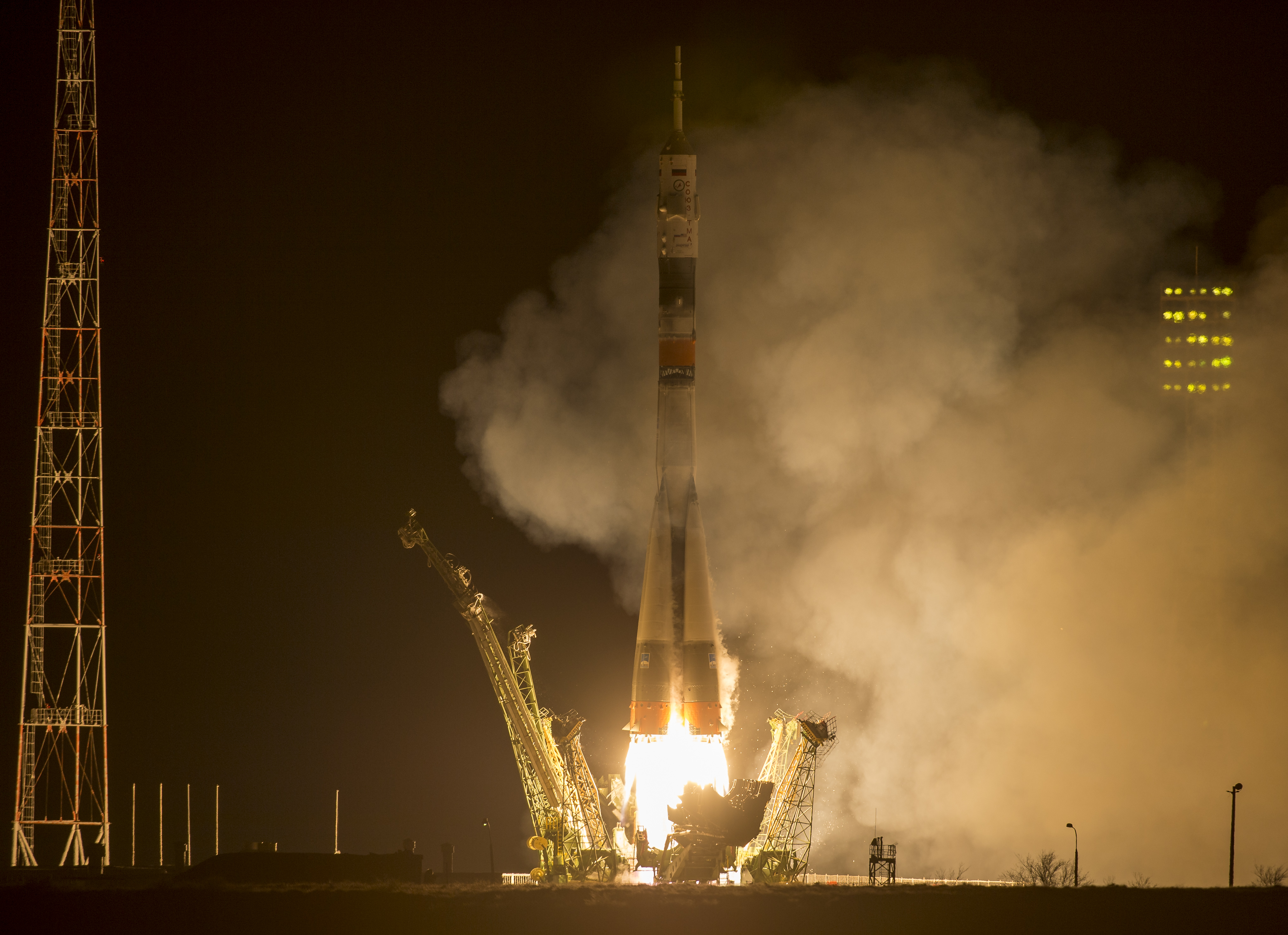
点火发射
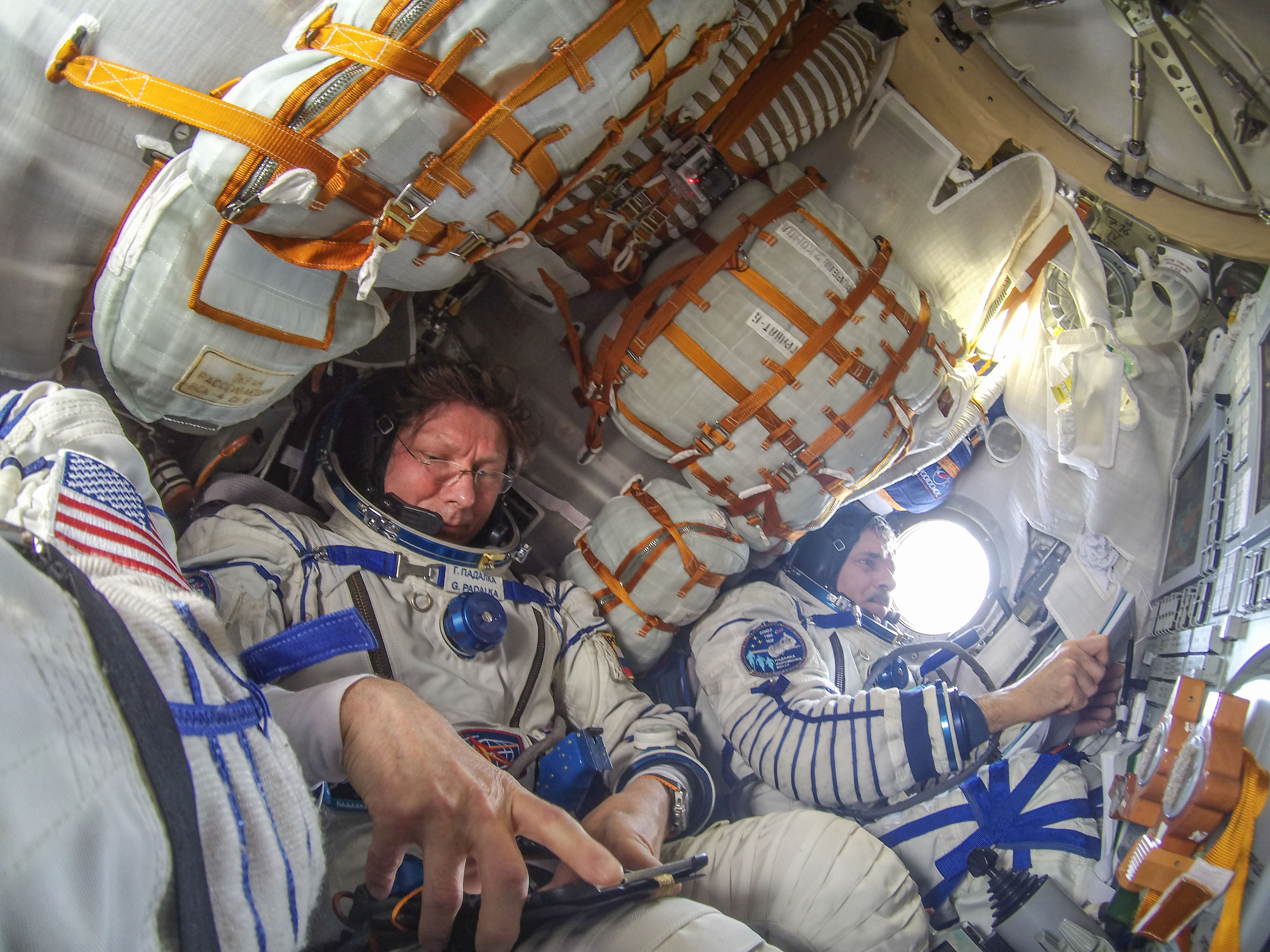
飞船内的宇航员
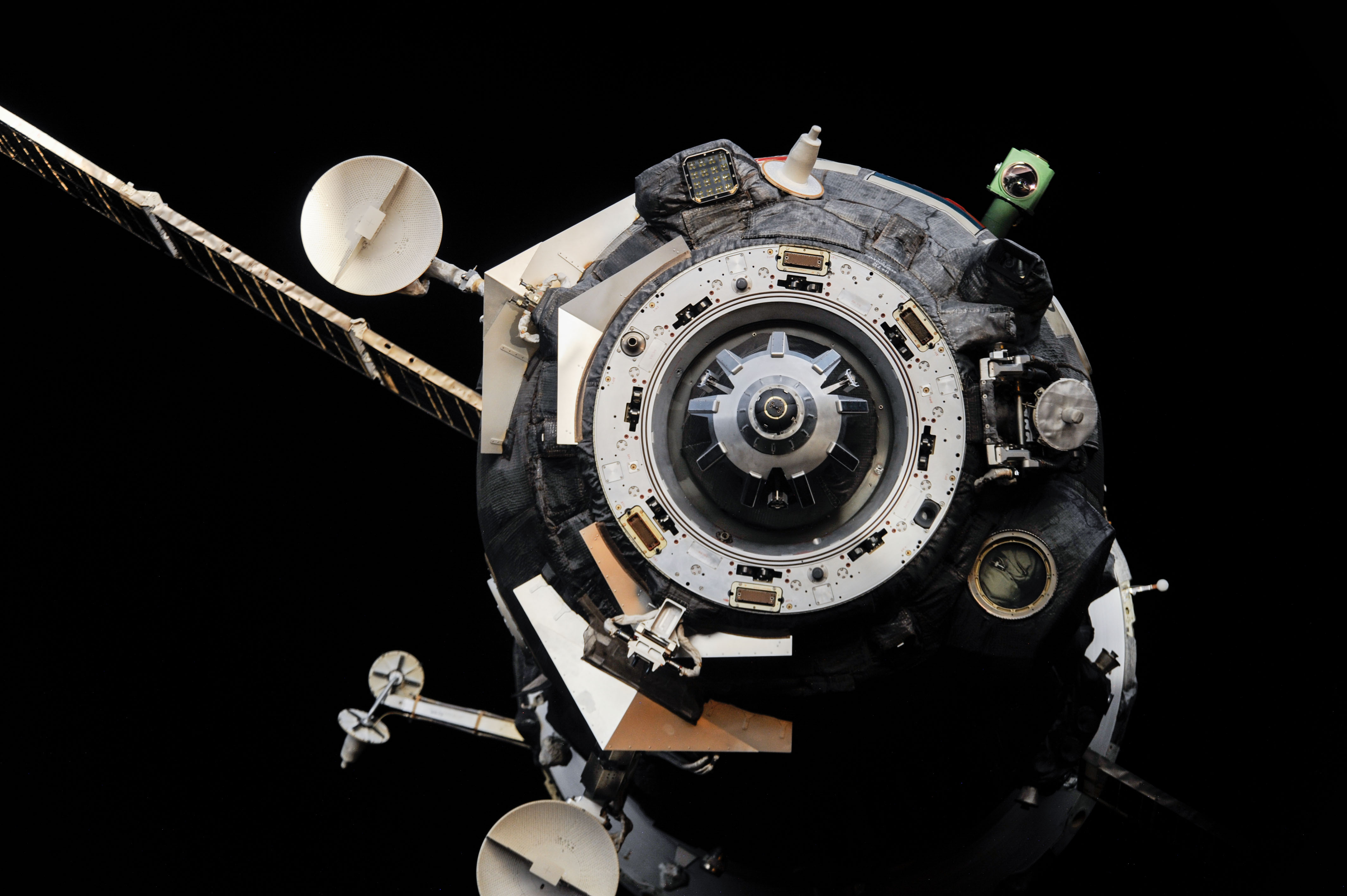
离开空间站
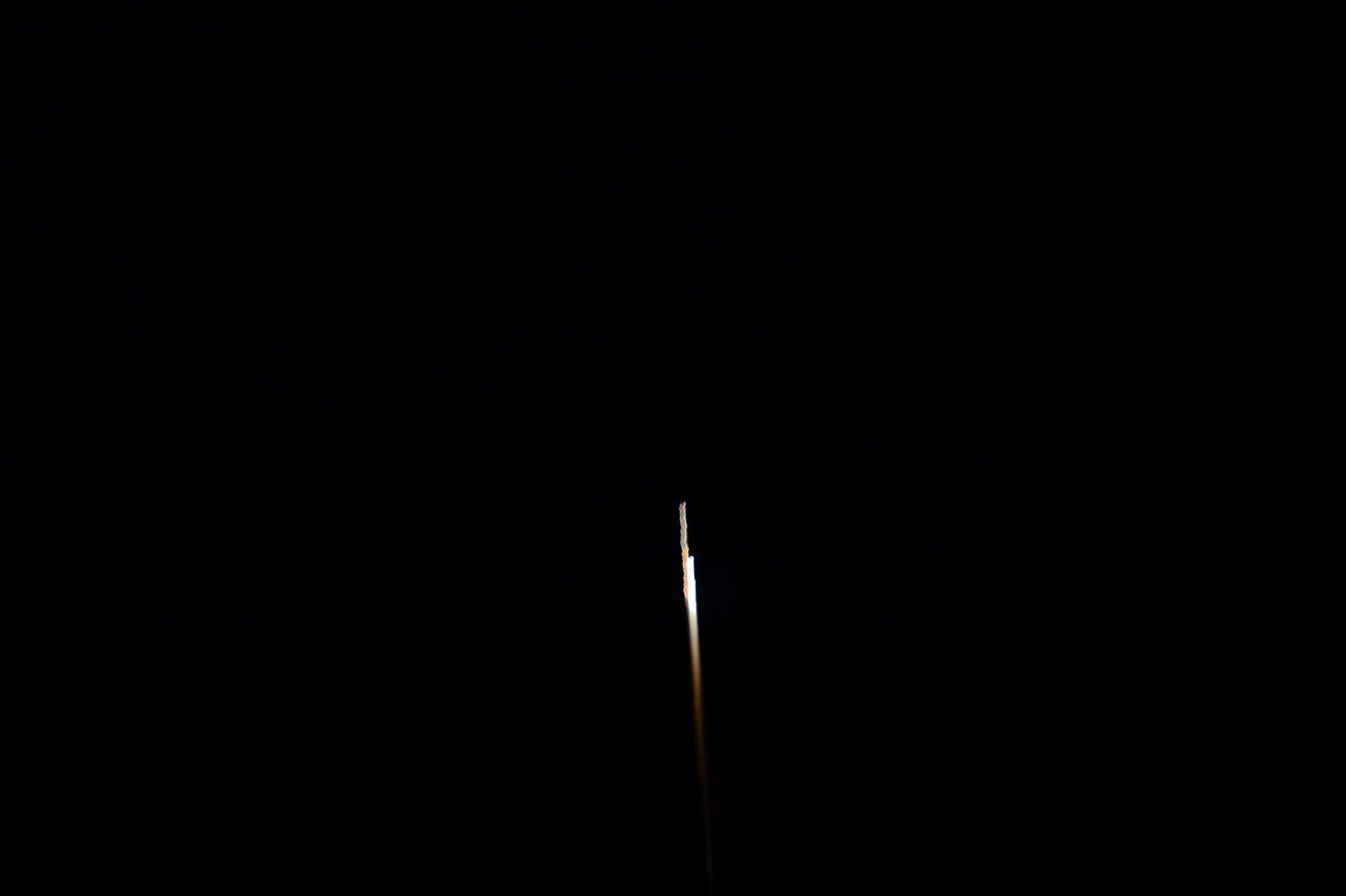
国际空间站视角下的飞船